# 庆州 (庆阳)
庆州，隋朝到北宋设置的州。辖区在今甘肃省、陕西省、宁夏回族自治区境内。
隋文帝开皇十六年（596年）以弘化郡置庆州。治所在合水县（唐朝改名安化县，今甘肃省庆阳市）。领七县：合水县、马岭县、华池县、归德县、洛源县、弘化县、弘德县，户二万七千九百九十五。唐朝下辖今陕西省志丹县西部、甘肃省庆阳市、环县、合水县、华池县。宋朝辖境缩小到今甘肃省庆阳市、合水县、华池县。宋仁宗庆历元年（1041年）后为环庆路治所，宋徽宗宣和七年（1125年），庆州改为庆阳府。
| 州 | 慶州   | 弘州   | 郡 | 弘化郡                                    |
| 县 | 归德县 | 弘化县 | 县 | 洛源县 弘化县 合水县 华池县 马岭县 弘德县 |

## 历任长官
唐朝庆州刺史
- 于德秀（武德年间）
- 杨文干（都督，623年—624年）
- 张公谨（都督，625年）
- 刘旻（都督，626年）
- 孟孝敏（都督，贞观初年）
- 郭澄（贞观年间）
- 李弘节（贞观年间）
- 张恪（都督，贞观年间）
- 李凤起（高宗初年）
- 窦怀悊（659年）
- 权怀恩（高宗年间）
- 魏叔瑜（高宗年间）
- 李朴（高宗、武后年间）
- 郭昶（武后年间）
- 李允义（武后年间）
- 宋祯（699年—703年）
- 郜元暕（睿宗年间）
- 魏静（都督，开元初年）
- 贾曾（718年）
- 宋庭瑜（都督，开元年间）
- 陆大鲲（都督，开元年间）
- 吴从众（安化郡太守，745年—746年）
- 马琼（都督，天宝年间）
- 吕崇贲（顺化郡太守，756年）
- 王思礼（关内节度，756年—758年）
- 药子昂（关内节度，上元年间）
- 臧希晏（宝应年间）
- 梁进用（768年）
- 论惟明（783年）
- 段琦（贞元初年）
- 哥舒晔（贞元年间）
- 郝玭（820年）
- 赵纵（850年—851年）
- 李宗元（871年）

北宋知庆州
- 田仁朗（977）
- 慕容德丰（977年－985年）
- 王延德（986年－991年）
- 刘文质（991年）
- 李继（991年）
- 马知节（992年－993年）
- 程德玄（994年—1001年）
- 郑惟吉（1002年—1003年）
- 杜彦钧（1003年）
- 阎日新（1004年—1006年）
- 孙正辞（1006年—1009年）
- 阎日新（1009年—1018年）
- 曹玮（1019年）
- 张舜臣（1020年—1022年）
- 康德舆（1028年—1031年）
- 赵振（1037年—1038年）
- 高继嵩（1038年—1039年）
- 张崇俊（1039年—1040年）
- 范仲淹（1041年—1042年）
- 滕宗谅（1042年—1043年）
- 田况（1043年）
- 孙沔（1043年—1044年）
- 尹洙（1044年）
- 孙沔（1044年—1045年）
- 沈邈（1045年）
- 施昌言（1045年—1047年）
- 孙沔（1047年—1048年）
- 杜杞（1048年—1050年）
- 张昪（1050年—1052年）
- 何中立（1052年—1055年）
- 崔峄（1055年—1057年）
- 傅求（1057年—1058年）
- 刘湜（1058年）
- 周沆（1058年—1061年）
- 韩绛（1061年—1063年）
- 孙长卿（1063年—1065年）
- 孙沔（1065年—1066年）
- 蔡挺（1066年—1067年）
- 李肃之（1067年—1068年）
- 李复圭（1068年—1070年）
- 王广渊（1070年—1072年）
- 楚建中（1073年—1074年）
- 范纯仁（1074年—1077年）
- 高遵裕（1077年—1078年）
- 俞充（1078年—1081年）
- 高遵裕（1081年）
- 曾布（1081年—1082年）
- 赵卨（1082年—1085年）
- 范纯仁（1085年）
- 范纯粹（1085年—1091年）
- 章楶（1091年—1093年）
- 孙览（1093年）
- 范子奇（1093年—1094年）
- 穆衍（1094年—1095年）
- 路昌衡（1095年）
- 孙路（1095年—1098年）
- 胡宗回（1098年—1099年）
- 高遵惠（1099年）
- 蒋之奇（1099年—1100年）
- 孔平仲（1100年—1101年）
- 苗履（1101年）
- 胡宗回（1101年）
- 曾孝序（1103年—1104年）
- 郑仅（1105年）
- 钱即（1106年—1107年）
- 薛嗣昌（1111年）
- 侯临（1112年）
- 陈亨伯（1113年）
- 姚古（1114年—1120年）
- 宇文虚中（1122年）
- 种师中（1123年—1125年）
- 王似（1126年—1127年）